# 阮文參
阮文參（1898年9月27日—1947年10月10日），也譯阮文森，越南新聞工作者和政治家。在1945年日本人推翻法屬印度支那政府後，阮文參曾出任陳仲金的越南帝國政府的南部欽差。1947年在堤岸遇刺身亡。

## 早年經歷
阮文參是朔莊省邦隆人，少時就讀於朔莊省學校，成績優異，後就讀於河內公共工程學校（trường Công chánh Hà Nội）。

## 新聞工作
阮文參的名字在越南新聞界最早以他爲阮富開的《國民演壇報》撰寫的文章而廣爲人知，後來他又擔任日報《南國火炬》（越南語：Đuốc Nhà Nam，法語：Le Flam beau d'Annam）的主任，並與裴光昭和他的印度支那立憲黨合作。1937年，阮文參以南圻報業協會（法語：Amicale des Journalistes Annamites de Cochinchine，縮寫：AJAC）會長的身份前往河內參加北圻報業會議。之後阮文參參與南圻管轄會議競選並成功當選。然而，1939年10月法國當局開始追捕搜查南圻報業協會總部並下令停止該協會活動，:57同年阮文參因爲反法立場被軟禁在朔莊。

## 政治活動

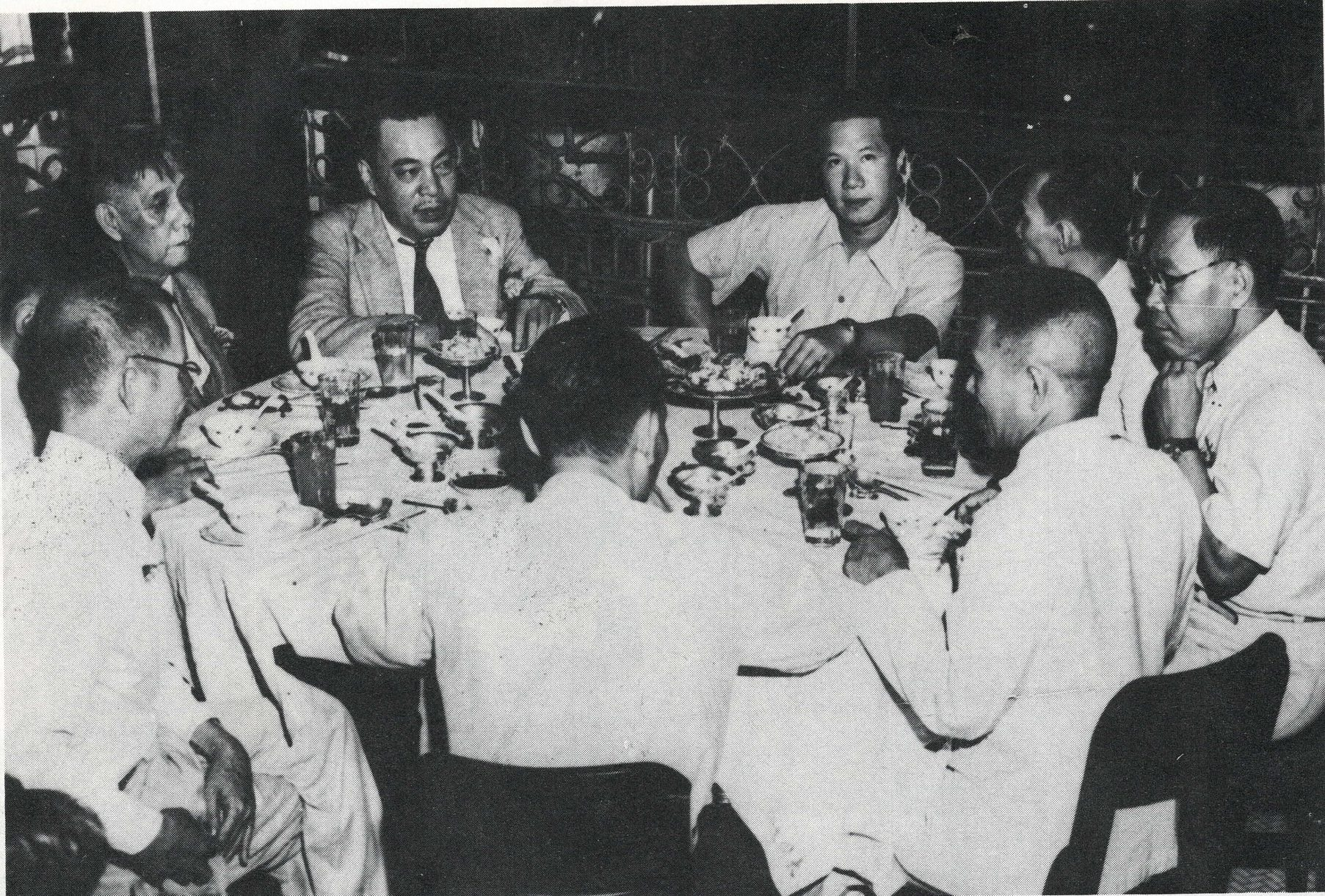
1947年，阮文參與其他政界人士在香港參加會議期間與保大共進晚餐

1945年阮文參與陳文恩、吳廷斗、胡文牙等人一起成立了越南國家獨立黨，並曾一度以楊士奇（Dương Sĩ Kỳ）爲化名進行活動。
1945年3月9日，日本人發動政變推翻了法屬印度支那政府的統治。4月17日，越南帝國內閣總長陳仲金提名內閣成員。8月14日，越南帝國宣佈正式接收南圻，根據1945年8月14日第108號諭令，阮文參被任命爲南部欽差（Khâm sai Nam bộ）。8月16日，日本官員開始將工作場所移交給統一國家陣線。南圻統督蓑田不二夫等待欽差阮文參到來以向他交接。原定於8月19日抵達的阮文參由於途中遭到越盟干擾，直到8月22日下午才到達西貢。越南帝國政府下令8月23日舉行國家統一的慶賀活動；南部欽差府向各工作單位和商人宣佈放假，並組織遊行、向國旗致敬和慶祝越南獨立和統一的演講。
8月25日，已經脫離統一國家陣線並加入越盟的前鋒青年（Thanh niên Tiền phong）以陳文饒領導的南部臨時行政委員會（Ủy ban Hành chính Lâm thời Nam Bộ）的名義在西貢發起了大規模的示威。26日，阮文參在得知保大皇帝在順化退位，越南帝國政體結束後辭去欽差職位。
1946年，阮文參代表越南國家獨立黨參加4月20日在西貢郊區的婆䠏（Bà Quẹo）舉行的會議，與南圻其他黨派和宗教團體一起成立聯合國家陣線，繼續反法抗戰。
後來越南國家獨立黨解體，許多成員倒向了共產黨，而阮文參則成爲了1946年越南社會民主黨（主要由和好教徒組成）的創始人之一，後擔任黨主席。
1947年10月1日，阮文春當選爲南圻國首相後，:38邀請阮文參出任外交代表。

## 遇刺身亡
1947年10月10日，阮文參在堤岸的一輛公共汽車上遇刺身亡。。他的同事，南圻國通信總長陳文恩則在另一場刺殺中逃過一劫。

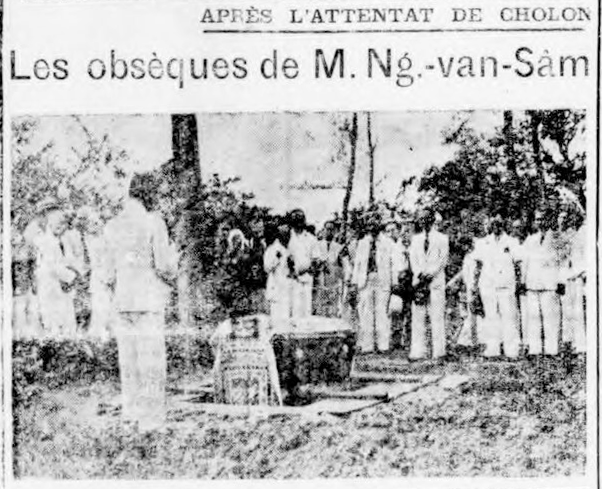
阮文參的葬禮

阮文參是建立全國統一陣線（Mặt trận Thống nhứt Toàn quốc）的領導者，支持將前皇帝保大請來統領非共產主義的部隊以從法國人那裏要求獨立。:457雖然他參與了南圻國政府，但他和通訊總長陳文恩都希望將南圻與中圻和北圻統一，所以有人認爲在堤岸梅樹街暗殺他的人是法國人派來的。另一種說法則認爲，是阮文鎮和高登占命令越盟部隊將他殺死，因爲兩個陣營——法國人和越盟——都憎恨他。:176

## 評價
陳仲金在回憶錄《一陣塵風》寫到阮文參是一個“溫和安靜、爲人正直，全心全意爲國家”的人。:178-179
作家王洪盛在自己的回憶錄中將阮文參形容爲一個清廉、善良的人：他“身爲政治家卻沒有自己的房子，不得不寄居；穿衣節省，用着兄弟姐妹們救濟他的錢。”提到阮文參之死，王寫道：“（阮文）參死於善良，他永遠相信別人就如同相信他自己。”

## 紀念
越南共和國時期西貢的一條道路（法屬時期名爲rue d'Ayot）被命名爲阮文參路，1975年後被更名爲阮太平路。

## 外部鏈接
- 南國火炬報（越南文）：Nhật Báo Đuốc Nhà Nam （页面存档备份，存于）
- 南國火炬報（法文）：Le Flam beau d'Annam （页面存档备份，存于）